# Cadenza di pedalata

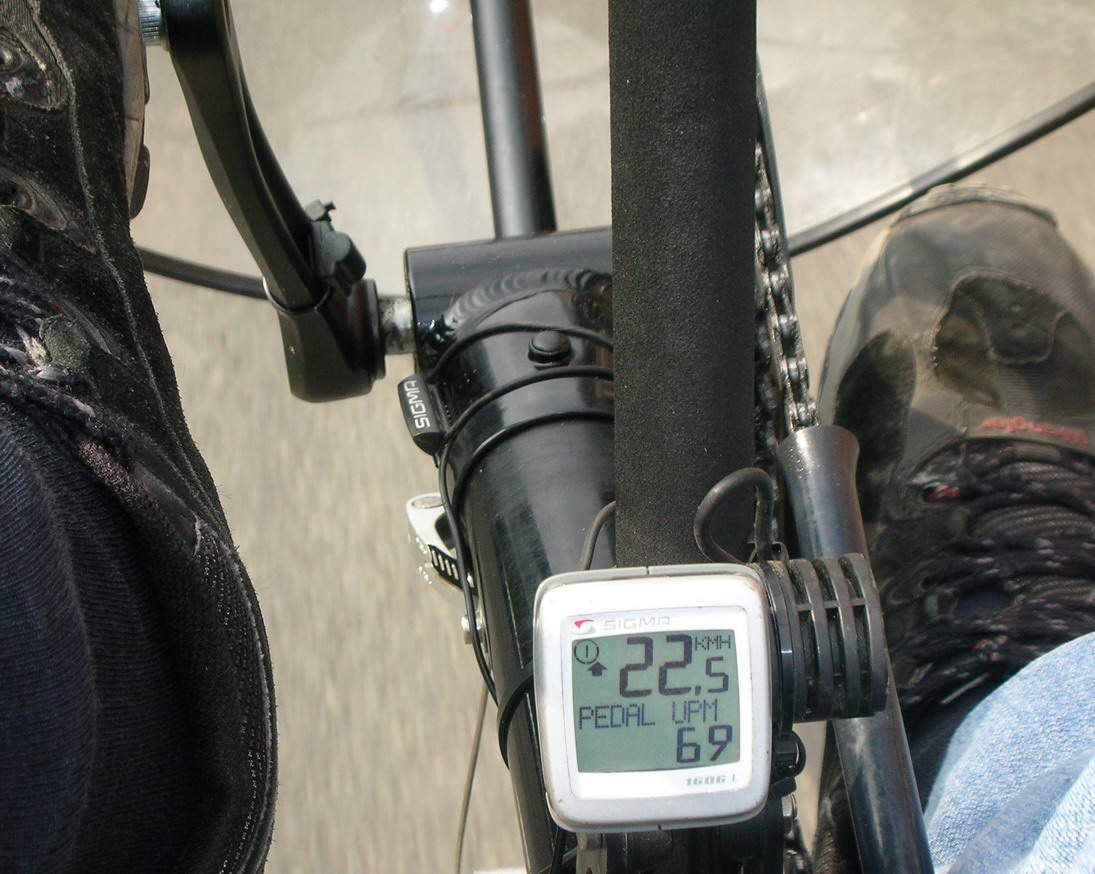
Computer per bici che visualizza l'attuale cadenza

La cadenza di pedalata, o più comunemente cadenza, è la velocità alla quale un ciclista pedala.
Si misura usualmente in rpm, sigla inglese dell'espressione revolutions per minute (rivoluzioni per minuto), cioè giri di pedale completi effettuati ogni minuto.

## Studi
Sono stati effettuati numerosi studi di fisiologia, dove si è valutato l'efficienza, l'efficacia e la potenza in base al carico, Tetsuo Takahashi dell'università Nagoja nel 1996 ha notato come la maggiore efficienza (minore attivazione muscolare) si ha con una cadenza di 80-90, mentre il minor consumo d'ossigeno (costo metabolico) si ha con cadenze di 60-70, Brian Macintosh dell'università di Calgary ha evidenziato come la stessa potenza si può ottenere con diverse attivazioni e cadenze, Daryl Lee Parker dell'univeristà della California nel 2005 ha notato come ad una cadenza di 100 si ha una minore attivazione muscolare (favorendo l'uso di fibre muscolari deboli, ma molto resistenti) e come la forza esercitata ai pedali sia maggiormente determinante sul tipo di fibra utilizzato rispetto alla velocità di contrazione. Di conseguenza la cadenza ottimale non esiste, ma si ha la migliore cadenza a seconda del tipo di attivazione muscolare (quindi della forza generata sui pedali), dove minore è l'attivazione e più sarà bassa la cadenza ottimale.
Nel 2014 Stebbins, Moore e Casazza pubblicarono su Journal of Sport Medicine hanno paragonato le cadenze da 80 e 100 con ciclisti professionisti per oltre tre ore per ciascun ritmo, evidenziando come l'efficienza e potenza maggiore si ottiene con una cadenza di 80, che permette anche di riduce il costo energetico ed il lattato nel sangue, sconsigliando di fatto le alte cadenze (100 pedalate al minuto) per il ciclismo prolungato.
Si è visto come l'efficienza di pedalata varia sia in base alla cadenza sia in base al carico, tendenzialmente l'efficienza rimane molto costante con cadenze comprese tra 60 e 100 pedalate al minuto con un carico elevato (tra l'80% e il 90% del massimo consumo di ossigeno), mentre con carichi più bassi (minor consumo d'ossigeno) le alte cadenze (nell'intorno delle 100 RPM) risultano meno efficienti rispetto a cadenze medio basse (tra 60 e 80) in quanto si spende molta energia per il lavoro interno al muscolo rispetto a quella che si trasferisce sui pedali e si ha un forte stress neuromuscolare, oltre al fatto che la massima efficienza (potenza) si ottiene con frequenze di circa un terzo della massima velocità di contrazione del muscolo, mentre con frequenze eccessivamente basse si tende ad usare maggiormente la forza massima del muscolo sfruttando le fibre forti, ma che si affaticano velocemente, mentre con frequenze intermedie (rapporti intermedi) si carica meno il muscolo e si sfruttano fibre muscolari meno forti, ma molto più resistenti alla fatica.
Dato che le fibre muscolari possono essere molto forti e poco resistenti alla fatica o deboli e molto resistenti alla fatica (esistono molti tipi di fibre muscolari), oltre al fatto che la potenza espressa è proporzionale alla cadenza e alla forza muscolare, per la prestazione ciclistica agonistica a tappe lunghe è molto importante sviluppare una potenza più elevata possibile per molto tempo, per questo si cerca di utilizzare maggiormente le fibre deboli ma resistenti imprimendo una forza moderata sui pedali e di compensare la potenza persa alzando la cadenza (a discapito dell'efficienza di movimento) aumentando lo sforzo neurale, relegando l'uso delle fibre forti per le accelerazioni e volate finali, quando s'imprime la massima forza ai pedali.

## Cadenze tipiche
Usualmente si predilige una cadenza di pedalata in pianura che va dalle 90 alle 110 pedalate al minuto. In linea del tutto generale questo valore tende a diminuire al diminuire della velocità, e quindi anche in salita (dove comunque si raccomanda di stare al di sopra delle 60-70rpm a seconda dei casi), mentre aumenta all'aumentare della velocità (seppure non in modo proporzionale). È stato anche dimostrato che, a parità di velocità, se si procede "in scia" ad un qualsiasi mezzo si tende inconsapevolmente ad utilizzare dei rapporti più "agili", quindi a incrementare la cadenza di pedalata, questo fenomeno è sfruttato dagli agonisti per migliorare la propria capacità di pedalare maggiormente con cadenze alte attraverso i cosiddetti "allenamenti dietro motore", che consistono nel procedere sempre dietro ad un'automobile (anche in salita).
Alcune specialità, come nel caso della pista, comportano solitamente una cadenza di pedalata maggiore che su strada. I principali esponenti dell'elevata cadenza di pedalata sono stati gli ex corridori Lance Armstrong, Alberto Contador, Fabian Cancellara, che a cronometro spesso sfioravano o superavano le 100 pedalate al minuto, mentre molti dei loro avversari non andavano oltre le 80. Più recentemente Chris Froome, plurivincitore del Tour de France, si è reso spesso protagonista di accelerazioni in salita sfruttando un'altissima cadenza di pedalata (soprannominata dagli appassionati "la frullata di Froome") che ne ha caratterizzato le performance e ha portato grande attenzione su questo parametro da parte di molti cicloamatori. Tuttavia la cadenza di pedalata ottimale varia molto tra i vari soggetti e non è consigliabile imitare lo stile particolare di questi campioni.

## Misurazione
La cadenza può essere misurata con opportuni strumenti elettronici che danno il valore in tempo reale, posizionando un sensore sulla pedivella e un altro sul telaio oppure, nei modelli più moderni, un singolo sensore dotato di accelerometro interno e montato sulla pedivella. Solitamente il sensore viene montato sulla pedivella sinistra nel lato interno rivolto verso il telaio, cosa che permette di evitare interferenze con la catena o con la scarpa del ciclista.